# Schleimfluss

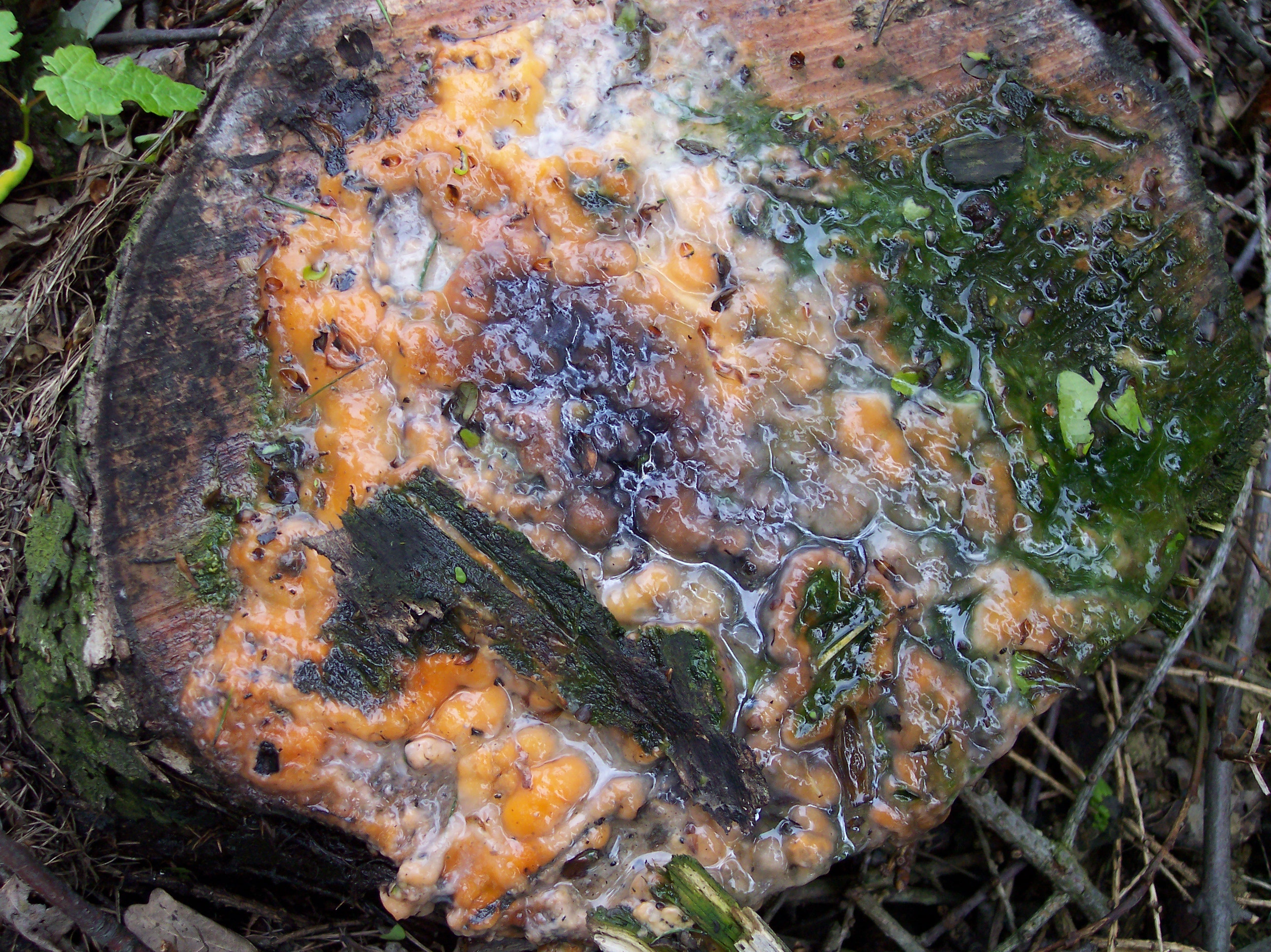
Roter Schleimfluss an einem Baumstumpf

Als Schleimfluss oder Milchfluss wird das Austreten von Pflanzensaft aus den Wunden von Bäumen bezeichnet. Es handelt sich dabei oft um frische Wunden, die noch nicht überwallt oder erneut aufgebrochen sind. Die Erscheinung ist häufig bei Hainbuchen zu beobachten. Der Pflanzensaft tritt vor allem während der Vegetationsperiode hervor.
Der abgesonderte Saft wird von verschiedenen Bakterien und Hefen besiedelt. Diese können eine bestimmte Färbung der Flüssigkeit verursachen. Im Fall einer roten Tönung spricht man von Rotem Schleimfluss.
Obwohl der Schleimfluss recht bedrohlich wirken kann, sind Maßnahmen zur Behandlung nicht zwingend erforderlich, weil es sich dabei um keine direkte Schädigung des Baumes handelt.